# Jerone Davison
Jerone Lamar Davison (Picayune, Mississippi, 16 de septiembre de 1970) es un ex corredor de fútbol americano estadounidense. Jugó para los Sacramento Gold Miners en 1994 y para los Oakland Raiders entre 1996 y 1997.
Afiliado al Partido Republicano, se postuló en las primarias republicanas para la Cámara de Representantes de los Estados Unidos en el cuarto distrito del Congreso de Arizona en 2022.

## Clubes
| Club                   | País           | Año       |
| ---------------------- | -------------- | --------- |
| Sacramento Gold Miners | Estados Unidos | 1994      |
| San Francisco 49ers    | Estados Unidos | 1995      |
| Rhein Fire             | Alemania       | 1996      |
| Oakland Raiders        | Estados Unidos | 1996-1997 |

## Carrera política
Davison fue candidato republicano a representante de los Estados Unidos en las elecciones de 2022, en el cuarto distrito del Congreso de Arizona. Perdió las elecciones primarias del 2 de agosto de 2022 y quedó en último lugar en la votación.
En julio de 2022, Davison publicó un anuncio de 30 segundos en el que protege su casa de «una docena de demócratas enojados con capuchas del Ku Klux Klan» con un AR-15. El anuncio se volvió viral y reunió más de 5 millones de visitas en Twitter.